# 매슈 에브덴

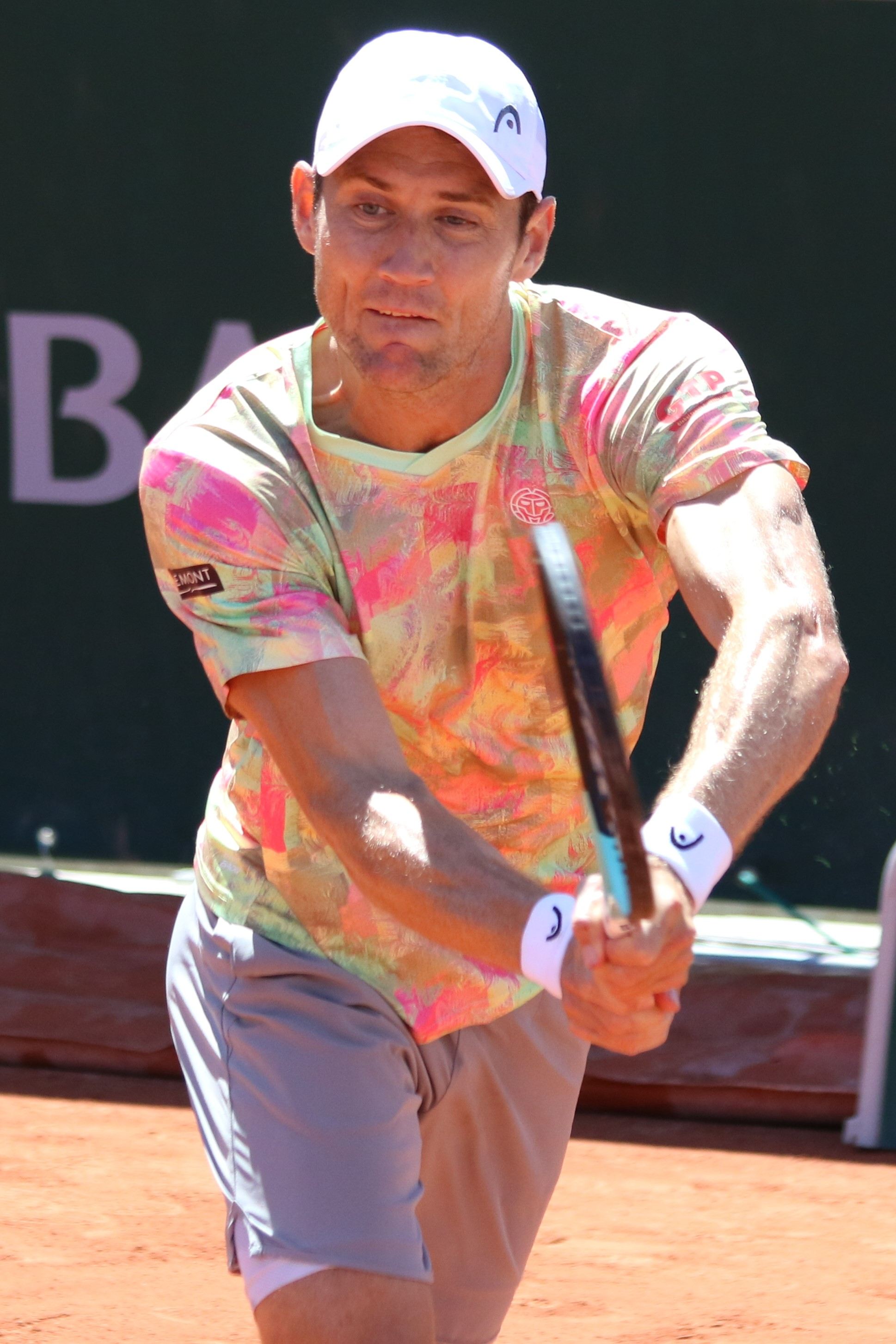

매슈 에브덴(Matthew Ebden, 1987년 11월 26일 ~ )은 복식 부문에서 세계 1위라는 경력을 쌓은 호주의 프로 테니스 선수다. 에브덴은 2022년 윔블던 챔피언십과 2024년 호주 오픈에서 각각 맥스 퍼셀과 로한 보파나와 함께 복식에서 우승했고, 2013년 호주 오픈에서 자밀라 가이도소바와 함께 혼합 복식에서 우승한 등 3차례 그랜드 슬램 챔피언이다. 에브덴은 존 피어스와 함께 2024 파리 올림픽에서 올림픽 금메달을 획득했다.
에브덴은 또한 각각 퍼셀과 보파나와 함께 2022 오스트레일리아 오픈과 2023 US 오픈 남자 복식에서 준우승을 차지했으며, 서맨사 스토서와 협력하여 혼합 복식에서 2021 오스트레일리아 오픈과 2022 윔블던 챔피언십에서 준우승을 차지했다. 그는 2024년 2월 처음으로 세계 1위가 되었으며, 이는 2001년 토드 우드브리지 이후 호주인 최초로 복식 순위 1위를 차지했으며, 2023년 인디언 웰스 마스터스와 2024년 마이애미 오픈을 포함해 ATP 투어에서 11개의 복식 타이틀을 획득했다.
단식 부문에서 에브덴은 2018년 10월 자신의 최고 순위인 세계 39위에 올랐고, 2017년 명예의 전당 챔피언십에서 준우승을 차지했다. 그는 2018년 윔블던 챔피언십에서 메이저 최고 성적을 거두며 3라운드에 진출했다. 에브덴은 2012년부터 데이비스 컵에서 호주를 대표해 왔으며 2010년 영연방 게임 단식에서 동메달을 획득했다.